# Schelet
Scheletul (grec.skeletos corp uscat mumie) este o parte a corpului care are rolul de suport sau sprijin a unui organism.
In principiu scheletul se poate clasifica într-un endoschelet (intern) și un exoschelet (extern) acesta din urmă este un înveliș care acoperă corpul organismului ca de exemplu scheletul chitinos la insecte.

## Forme de schelet

### Citoschelet

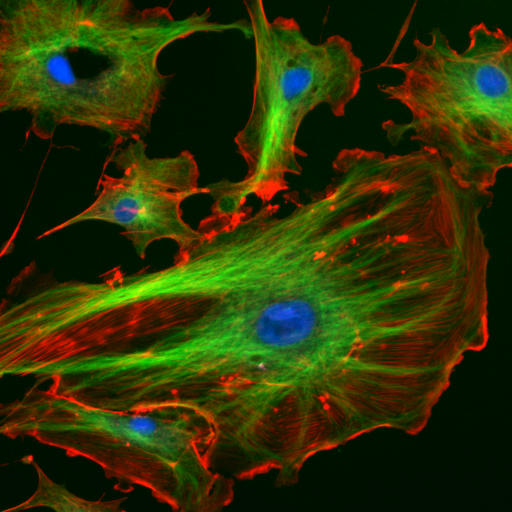
Sub microscop Celule endoteliale. microtubulii sunt de culoare verde, iar filamentele de actină sunt roșii, pe când nucleul celulei este colorat albastru

Citoscheletul este scheletul unei celule, care asigură, stabilizarea și menținerea formei unei celule, mobilitatea celulară, transportul a diferite substanțe în interiorul celulei, precum și comunicarea cu alte celulule . 
Acest schelet este alcătuit din microfilamente (fibrile) orientate în diverse direcții, și care, după necesitate sunt permanent polimerizate sau depolimerizate. 
La celulele eucariote (celule cu nucleu și mai mulți cromozomi, care îi deosebesc de celulele procariote) se disting trei tipuri de microfilamente:
1. Filamente de actină
2. Microtubuli
3. Filamente intermediare

La celulele procariote structuri citoscheletale au fost de asemenea descrise.

### Hidroschelet
Forma de schelet cel mai simplu care este întâlnit cel mai frecvent la nevertebrate, ca de exemplu Viermi la care scheletul este numit hidroschelet. 
Acesta fiind un înveliș fluid și care se află ca apa într-un furtun, sub stratul muscular al pielii presând din afară organele interne, creând o stabilitate relativă a corpului.

### Exoschelet

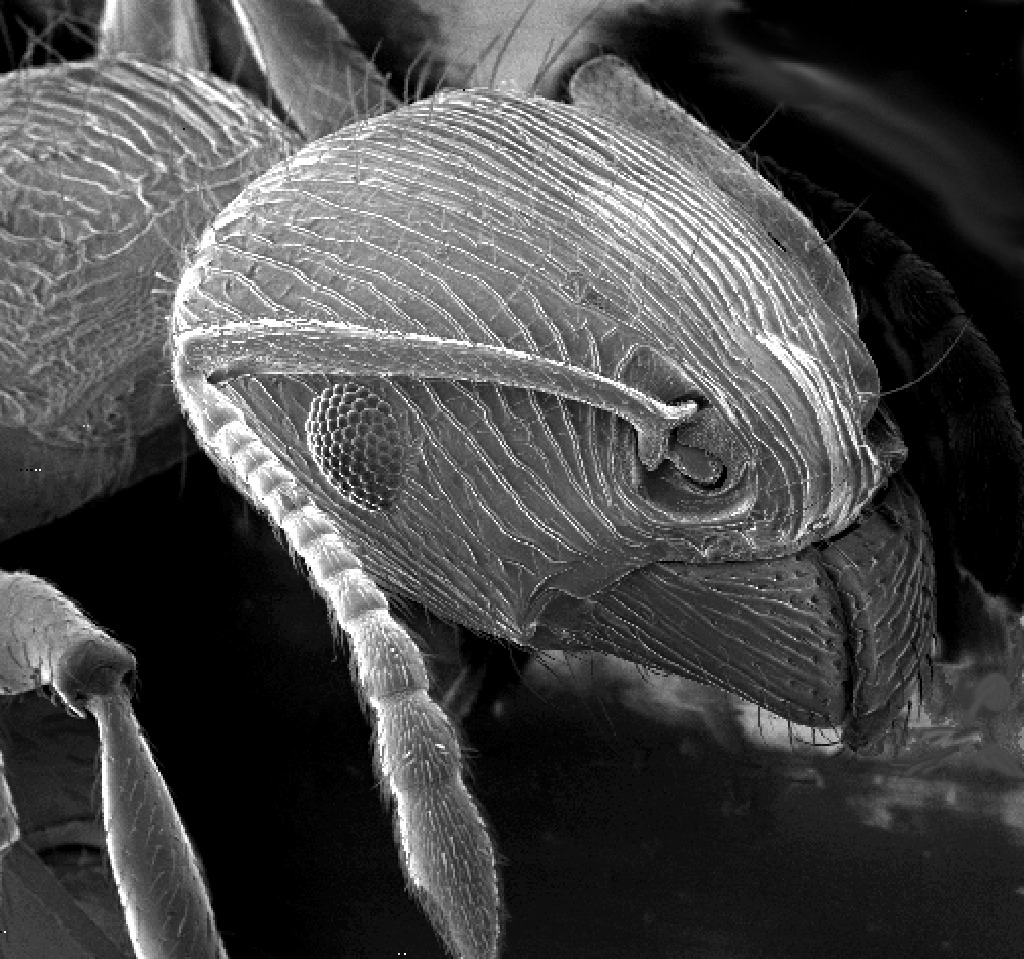
Cap de furnică

Alte animale dar cel mai frecvent Artropodele (Arthropoda) dintre care Insectele, Crustaceele, Arahnidele sau Acarienii au un schelet extern, care are o creștere limitată, din care cauză în diferitele faze de dezvoltare a individului apare fenomenul de schimbare (năpârlire) a acestui schelet devenit prea mic.
Exoscheletul poate fi constituit dintr-o structură:
1. osoasă și cartilaginoasă la broaște țestoase
2. chitinoasă la artropode
3. de natură calcaroasă la corali, moluște și la unele anelide (viermi inelați)
4. format din siliciu, la diatomee și radiolari

La insecte acest exoschelet are pe lângă rolul de protecție, oferă și un punct exterior pentru inserarea mușchilor, împiedică pierderea apei corporale (împiedică dezhidratarea), sau jucând și rolul organelor de simț.La scoici exosecheletul este reprezentat din doua valve calcaroase dure in interiorul carora este protejat corpul moale al molustei.La lacuste scheletul contine un strat subtire si dur,alcatuit dintr-o substanta organica rezistenta,numita chitina.La raci rusta chitinoasa,pentru a fi mai dura este impregnata cu saruri de calciu.

### Endoschelet
Este forma în care scheletul se află în interiorul corpului, fiind întâlnit la Cordate, Echinoderme și Bureți (Porifera).
Acest schelet asigură stabilitatea și ținuta corpului asigurând mobilitatea organismului.
Scheletul cordatelor și echinodermelor provine din mezoderm (din faza de embriogeneză fiind una dintre cele tre straturi embrionale: Endoderm, Mesoderm și Ectoderm).

#### Bureți de mare

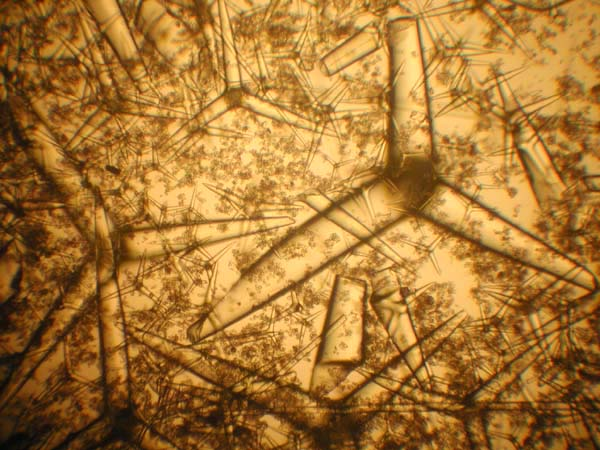
Spicula unui Spongier

Scheletul Spongierilor care sunt animale acvatice este alătuit din elemente microscopice numite spongină o proteină de natură colagenică și spiculi care alcătuiesc de fapt scheletul propriu zis.
Spiculii au în formula structurală legături de calciu sau siliciu, fiind produși de sclerocite care se află în spongină.

#### Echinoderme
Din această categorie fac parte Stelele de mare (Asteroidea), care au schelet compus în mare parte din calcită și un procent mai redus de oxid de magneziu, scheletul se află sub epidermă în mezoderm, sclerocitele produc o formațiune poroasă ușoară (Stereom) din care vor lua naștere plăci (Ossikel), orientate în toate direcțiile, astfel că la pierederea unei părți a corpului, aceasta poate fi oricând refăcută.

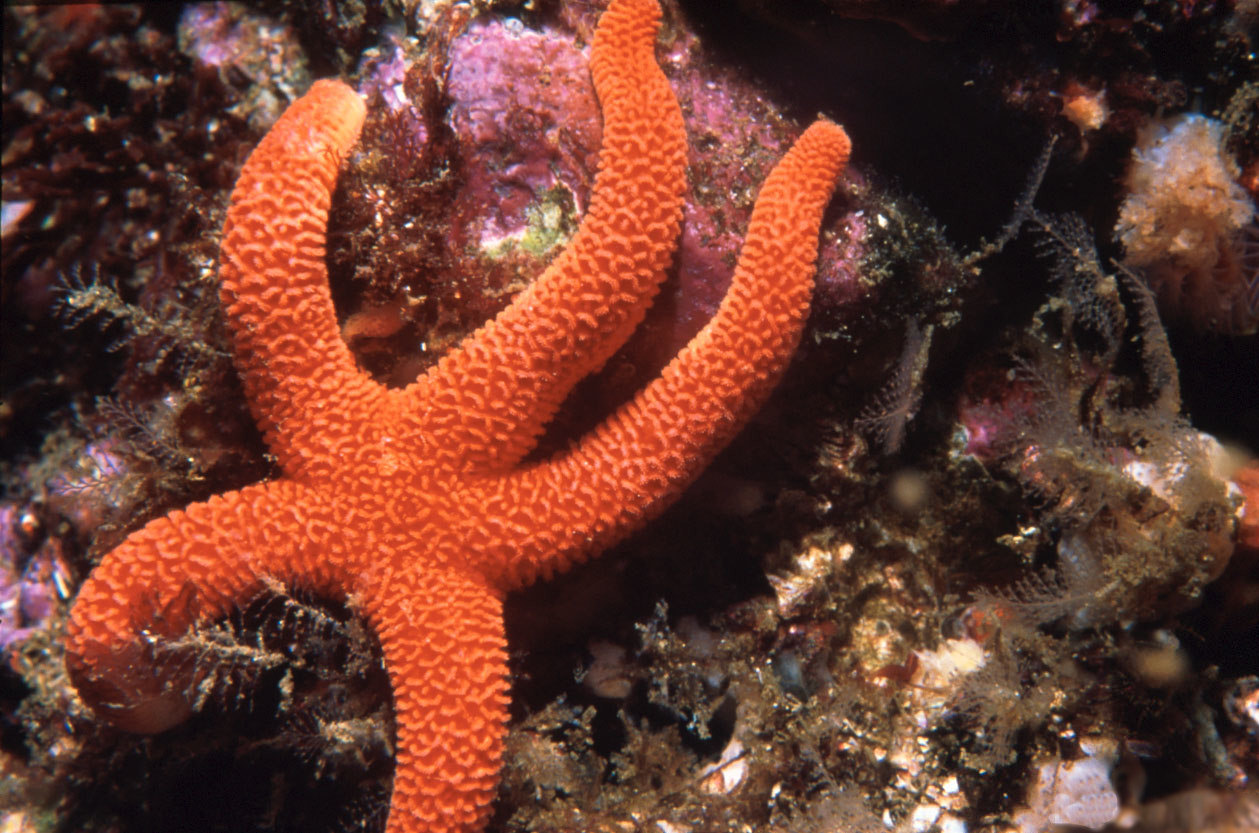
Stea de mare

#### Cordate

##### Scheletul la Cefalocordate (Acraniate)
Este reprezentat de notocord sau coardă dorsală

##### Scheletul la Vertebrate

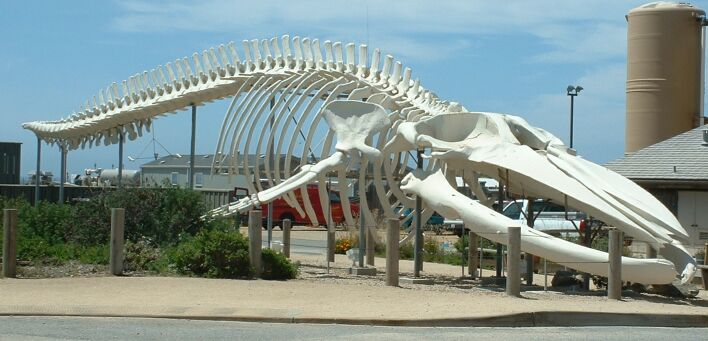
Schelet de balenă

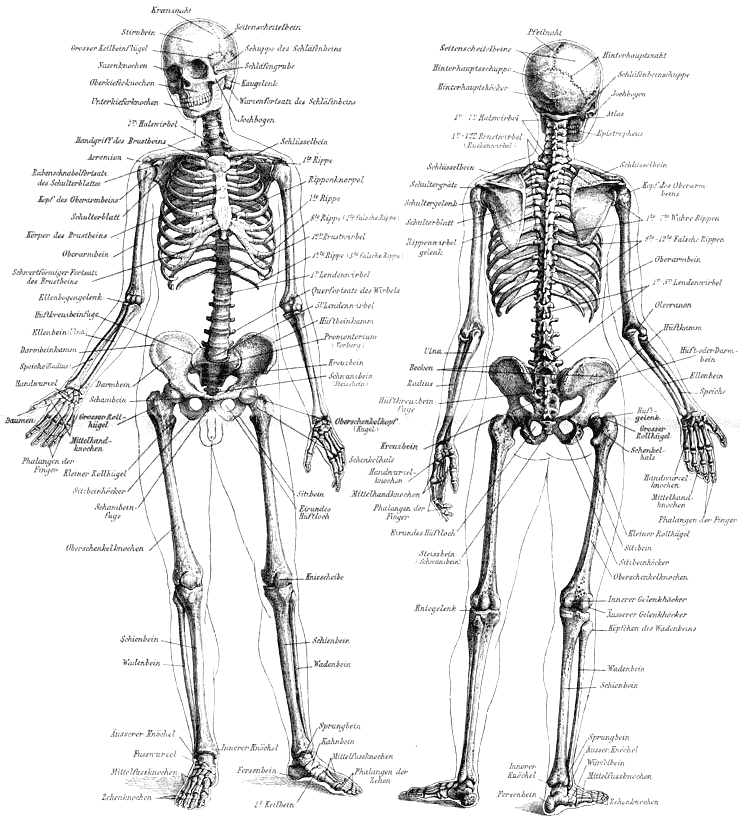
Schelet uman

Scheletul vertebratelor este alcătuite din elemente solide, care sunt mobile unul față de altele putând fi mișcate cu ajutorul mușchilor scheletici.
La vertebrate categorie de care aparține și omul elementele scheletului sunt numite oase.
Mamiferele în regiunea articulației au un cartilagiu, pe când la peștii cartilaginoși ca de exemplu rechinii, întregul schelet este alcătuit din cartilagiu cu excepția scheletului capului care este osificat.
Țesutul osos este produs de osteocite, care celule specializate. Existăunt cristale de hidroxiapatit (Ca5(PO4)3OH) dispersate într-o matrice (masă) de colagen (o proteină de legătură prezentă în oase, dinți, tendoane și piele), cartilagiul este produs de condrocite și se află într-o matrice bogată în apă fiind compusă din glucoproteine și hialină care asigură elasticitatea cartilagiului.
Oasele în afară de funcția de sprijin mai au și un rol de protejare a organelor interne, împreună cu sistemul osteomuscular cu care joacă un rol important în deplasare.
Sistemul osos este și o formă de depozitare a calciului și fosfaților care pot fi oricând mobilizate în funcție de necesitățile organismului.
Scheletul vertebratelor are multe caractere comune, totuși există diferențe determinate de biotop (mediul de viață) și de diferite cerințe fundamentale specifice fiecărei categorii de amimale.
Cu aceste trăsături comune și diferențe se ocupă discipina anatomiei comparative.
Pești
Scheletul peștilor este alcătuit din țesut cartilaginos la peștii cartilaginoși, exceptând scheletul capului care este osificat, sau dintr-un țesut osos la peștii osoși.
Caracteristica principală sunt înotătoarele întărite cu raze osoase (Radien), înotătoarele perechi de la trunchi sunt legate între ele printr-o centură, iar cele impare (Radiale) sunt legate de coloana vertebrală, oasele corespunzătoare coastelor de la mamifere s-au format la peștii osoși din osificarea țesutului conjunctiv.
Păsări
La păsări carateristica principală a scheletului sunt oasele pneumatice (oase umplute cu aer pentru reducerea greutății)
Mamifere marine
Pentru deplasarea în apă s-au transformat la mamiferele marine extremitățile anterioare în înotătoare sub formă de vâsle, iar membrele posterioare au dispărut complet la balenă și la vaca de mare ori unindu-se într-o coadă cum este la foci.
Om-
Scheletul uman este alcătuit din 206 de oase cu diferențe mici de la individ la individ, diferențiat printr-un schelet axial și scheletul extremităților.
Scheletul axial constă din craniu, gât și trunchi, iar scheletul extremităților se compune din brațe. picioare ca și din centura scapulară (humerală) și pelviană (bazinului).
Scheletul omenesc are nevoie de mai mulți ani pentru o dezvoltare completă, această dezvoltare fiind atinsă la vârsta de 20 de ani.